# Міхай Тудосе
Міхай Тудосе (рум. Mihai Tudose, нар. 6 березня 1967, Бреїла, Соціалістична республіка Румунія) — румунський державний і політичний діяч, депутат палати депутатів Румунії кількох скликань, міністр економіки в кабінетах Віктора Понти і Соріна Гріндяну, прем'єр-міністр Румунії 29 червня 2017 — 16 січня 2018

## Біографія

### Освіта
У 1991—1995 роках навчався на факультеті юридичних і адміністративних наук, християнського університету Димитрій Кантемір, Бухарест, а потім в 2001 році пройшов аспірантуру «Менеджмент і управління бізнесом» на економічному факультеті університету «Нижній Дунай» в Галаці, далі в Брюсселі спеціалізований курс з парламентського контролю над Збройними Силами НАТО в 2002 році.
У 2006 році він відвідав різні курси, аспірантуру в області національної безпеки, у Вищому коледжі національної безпеки, Румунська розвідувальна служба, курс старшого виконавчого семінару (СЕС), в Європейському центрі досліджень в області безпеки, Джордж К. Маршалл, в Гарміш-Партенкірхені, Німеччина, і курс післядипломної спеціалізації в Національному оборонному коледжі в Бухаресті.
Протягом 2006—2007 році він здобув магістерський ступінь «Європейська економічна політика» в Національній школі політичних і адміністративних досліджень (SNSPA) в Бухаресті, відтак закінчив аспірантуру «Управління комунікаціями і зв'язками з громадськістю» на факультеті економічних наук «Dunărea de Jos». У 2007 році він закінчив навчання зі спеціальним курсом «Аналіз і дозвіл збройних конфліктів» в Університеті Джорджтауна, США, у співпраці з Національним оборонним коледжемом. Також 2007 року в Румунському дипломатичному інституті були профінансовані курси підвищення кваліфікації «Міжнародні відносини та європейська інтеграція», що фінансуються з бюджету Міністерства закордонних справ (МАЕ).
У 2010 році він здобув ступінь доктора військових наук та інформації у Національній академії «Міхай Вітязул».
Тудосе виявивився вплутаним у скандал з плагіатом в його докторській дисертації в 2015 році.

### Політична діяльність
У політиці з 1992 року, коли став членом Демократичного національного фронту порятунку. На 2017 рік Тудосе член Соціал-демократичної партії. У складі парламенту з 2000 року куди був обраний послідовно п'ять термінів від повіту Бреїла. Міхай Тудосе був міністром економіки двічі, у 2014—2015 роках, у четвертому кабінеті Понті та у лютому-червні 2017 року у кабінеті Гріндеану
26 червня 2017 року коаліція більшості призначила його на цю посаду прем'єр-міністра. Обійняв посаду зі своїм кабінетом 29 червня.